# Carlo Acutis
Carlo Acutis   (Londres, 3 de maig de 1991 - Monza, 12 d'octubre de 2006) va ser un dissenyador de llocs web italià que va documentar miracles eucarístics i aparicions marianes provades, i ho va catalogar en una pàgina web dissenyada abans de la seva mort per leucèmia.
Acutis va destacar per la seva alegria, habilitats informàtiques i devoció a l'Eucaristia, que es va convertir en un tema central de la seva vida. Va ser beatificat pel papa Francesc el 10 d'octubre de 2020 a la ciutat italiana d'Assís.
El 23 de maig de 2024, el Papa Francesc va reconèixer un segon miracle atribuït a la intercessió d'Acutis, que va obrir el camí per a la primera canonització d'un millenial a l'Església catòlica.

## Biografia
Carlo Acutis va néixer a Londres, on els seus pares, Andrea i Antonia Salzano, que eren milanesos, es trobaven temporalment per motius laborals. Uns mesos després del seu naixement, la família va tornar a Milà. Allí Acutis va assistir a l'escola primària i secundària amb les Germanes Marcelines, després va ser al Liceu Clàssic Lleó XIII, dirigit pels jesuïtes.
De molt jove, va procurar viure la seva fe en tots els aspectes de la seva vida. Als set anys, va fer la primera comunió i va començar el seu amor a l'eucaristia, que anomenava «la meva autopista cap al Cel». Diàriament assistia a Missa i resava el rosari. Els seus models foren els sants germans Jacinta i Francisco Marto i els joves sants Domenico Savio, Lluís Gonzaga i Tarsici.
La seva adolescència va ser com la de qualsevol altre jove, passava temps amb la seva família i els seus amics. També dedicava part del seu temps a ajudar a persones sense llar, com a voluntari en menjadors populars, i com a catequista. Entre les seves passions hi havia la informàtica, per la qual va mostrar un gran talent, i que va utilitzar per testimoniar la fe a través de la creació de llocs web. Per aquesta raó, s'ha pensat en ell com a possible patró d'Internet.

## Informàtic
La gent del seu voltant el considerava un "Geek" o friqui de la informàtica a causa de la seva passió i habilitat amb els ordinadors i Internet. Tenia habilitat en l'ús de Dreamweaver, Java, C++ i Ubuntu. Sovint ajudava altres amb problemes tècnics.
Quan tenia 14 anys, el seu rector li va demanar que creés una pàgina web per a la seva parròquia, Santa Maria Segreta de Milà. Després d'això, un sacerdot del seu institut li va demanar que fes una pàgina web per promoure el voluntariat. Per aquest treball, va guanyar un concurs nacional anomenat "Sarai volontario" (Seràs voluntari).

### Miracles eucarístics
Amb ganes de transmetre la fe a una generació més jove, Acutis es va dedicar a crear un lloc web dedicat a catalogar cada miracle eucarístic conegut i a mantenir una llista de les aparicions marianes aprovades per l'Església Catòlica. Va valorar les iniciatives del beat Giacomo Alberione d'utilitzar els mitjans de comunicació per evangelitzar i proclamar l'Evangeli, amb l'objectiu de fer el mateix amb la seva pròpia pàgina web. Acutis va llançar el lloc web l'any 2004 i hi va treballar durant dos anys i mig, implicant tota la seva família en el projecte. Va ser inaugurat el 4 d'octubre de 2006, festivitat de Sant Francesc, només dies abans de la seva mort. Com que estava hospitalitzat, Acutis no va poder assistir a l'obertura de la seva exposició, sobre els 136 miracles provats, a l'església de San Carlo Borromeo de Roma. L'exposició també es va presentar al seu institut, l'Institut Lleó XIII. 
Es diu que Acutis admirava els dissenys de les marques italianes d'automòbils Lancia, Ferrari i Maserati. Després d'assistir a la Trobada de Rimini, que va tenir lloc a prop de les fàbriques de producció dels cotxes, va començar a preguntar-se per què l'Església no podia presentar millor Crist i l'Església.

## Malaltia i defunció
A principis d'octubre del 2006, Carlo Acutis va emmalaltir. Semblava una grip normal i corrent, però era una leucèmia del tipus M3, la més agressiva. No hi havia cap possibilitat de curació. En travessar la porta de l'hospital, va dir a la seva mare: «D'aquí ja no en surto». Més tard, també va comentar als seus pares: «Ofereixo al Senyor els sofriments que hauré de patir pel Papa i per l'Església, per no haver de ser al Purgatori i poder anar directe al Cel». Quan la infermera li demanava com se sentia amb aquests dolors, Carlo responia: «Bé. Hi ha gent que sofreix molt més que jo. No desperti la meva mare, que està cansada i es preocuparia més». Va demanar la unció dels malalts i tres dies després del diagnòstic, el 12 d'octubre moria a l'hospital Sant Gerardo de Monza.
Abans de conèixer la seva malaltia, Carlo Acutis va fer un vídeo on va dir que, si moria, li agradaria que l'enterressin a Assís i així es va fer.

## Fama de santedat
El dia del seu funeral, tant l'església com el cementiri estaven plens de gent. La seva mare recorda que hi havia gent que ella no coneixia de res. Persones sense llar, immigrants, captaires, nens, etc. Molta gent que li parlava del seu fill. Del que ell havia fet per ells, i ella no en sabia res.
Hi ha més de dues-centes pàgines web i blogs que parlen sobre ell en diferents idiomes. Ja hi ha moltes històries de conversió relacionades amb ell, que van ocórrer després de la seva mort. Els pares reben cartes i sol·licituds d'oració de tot el món, i gran part d'aquest material va ser recol·lectat durant la fase de beatificació diocesana.

## Procés de beatificació

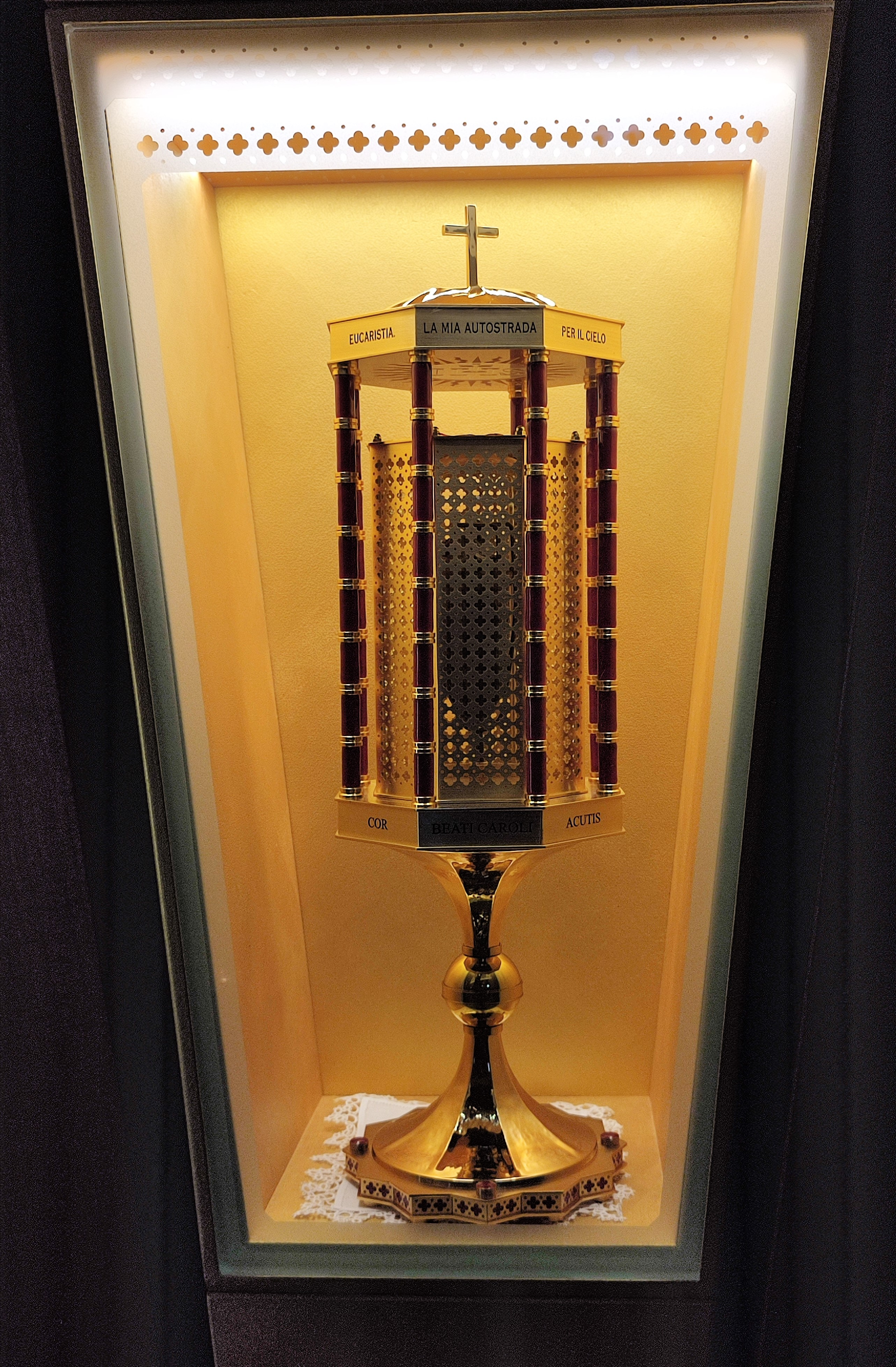
Reliquiari amb sang de Carlo Acutis

El Papa Francesc el va declarar venerable el 5 de juliol de 2018, continuant amb el procés de beatificació que havia estat iniciat pel cardenal Angelo Scola, a l'Arquebisbat de Milà el 2013. La decisió de fer-lo venerable en tan poc temps va ser acollida amb entusiasme i és motiu de consideració per tots aquells que veuen en Carlo Acutis un model d'evangelitzador del segle xxi. «La seva jornada girava entorn de Jesús, que estava al centre. Les persones que es deixen transformar per Jesús i tenen aquesta forta amistat amb Déu interpel·len els altres, irradien la imatge de Déu», afirmava la seva mare.
El 21 de febrer de 2020, el Papa Francesc va aprovar un miracle atribuït a Carlo Acutis. El miracle va ser la curació inexplicable d'un nen al Brasil. El pare Marcelo Tenorio, vicepostulador de la causa de canonització de Carlo Acutis, explica el que va passar aquell dia: «El 12 d'octubre de 2010, a la capella de Nostra Senyora Apareguda, a la nostra parròquia de Campo Grande (Mato Grosso del Sud), al moment de la benedicció amb la relíquia, es va acostar un nen acompanyat pel seu avi. El nen estava malalt de pàncrees anul·lar, una malaltia congènita que s'estava tractant. Aquesta malaltia causava que el nen vomités constantment, la qual cosa l'afeblia molt, perquè tot el que menjava ho retornava, inclòs el líquid. Portava una tovallola, perquè la seva situació era greu. Cada vegada més feble, trobaria una mort segura. Durant la benedicció, el nen li va preguntar al seu avi què havia de demanar i ell li va dir que resés, demanant "deixar de vomitar", i així va succeir. Quan va arribar el torn del malalt, va tocar la relíquia de Carlo Acutis i va dir amb veu ferma: "Deixar de vomitar" i, a partir de llavors, ja no va vomitar». Al febrer de 2011, la família va ordenar que es fessin noves proves al nen i es va descobrir que estava completament guarit.
La celebració de la beatificació va tenir lloc a Assís el 10 d'octubre de 2020 i va estar presidida pel cardenal Agostino Vallini. Es va presentar una urna que contenia com a relíquia el cor del nou beat i es va decretar que la seva memòria se celebrés cada any el 12 d'octubre.
El 23 de maig de 2024, el Papa Francesc va aprovar un altre miracle atribuït a Carlo Acutis, cosa que aproxima la seua canonitzaciò.